# Penguin Group
Penguin Group est une société britannique appartenant à la maison d'édition Penguin Random House, elle-même partie du groupe Bertelsmann.

## Histoire
Lié à l'évolution des éditions Penguin Books, Penguin Group est créé en 1970 par les éditions Longman, une filiale du groupe Pearson depuis 1968.
En 1996, Penguin Group USA fusionne avec Putnam Berkley Group.
Le 1er juillet 2013, Penguin Group et Random House ont fusionné en une nouvelle entité Penguin Random House. Bertelsmann possédait 53 % de la nouvelle structure et Pearson PLC 47 %,,. Bertelsmann a racheté progressivement les parts de Pearson en juillet 2017 et décembre 2019.
Le chiffre d'affaires dépassait 1 milliard de £ en 2010.

## Structure
Elle est divisée en plusieurs branches, selon leur rayon d'action géographique : 
- Penguin Group (USA) pour les États-Unis ;
- Penguin Books pour le Royaume-Uni ;
- Penguin Books India pour l'Inde ;
- Penguin Group Australia pour l'Australie ;
- Penguin Group Canada pour le Canada.

## Filiales
- Ace Books
- Alpha Books
- Avery
- Berkley Books
- Blue Rider Press
- Cartoon Network Books
- Companhia das Letras (45%; Brésil)
- Current
- Dial Books for Young Readers
- Dutton
- Dutton Children's
- Firebird Books
- Frederick Warne & Co
- Gotham Books
- G. P. Putnam's Sons
- G.P. Putnam's Sons Books for Young Readers
- Grosset & Dunlap
- HP Books
- Hudson Street Press
- Jove Books
- New American Library (NAL)
  - Obsidian
  - Onyx
  - Roc Books
  - Signet Books
  - Signet Classics
  - Signet Eclipse
  - Topaz
- Pamela Dorman Books
- Penguin Books
- Penguin Classics
- Penguin Press
- Perigee Books
- Philomel
- Plume
- Portfolio (en)
- Prentice Hall Press
- Price Stern Sloan
- Puffin Books
- Razorbill
- Riverhead Books
- Sentinel HC
- Speak
- Jeremy P. Tarcher
- Viking Press
- Viking Children's